# Ameroseius corniculus
Ameroseius corniculus es una especie de ácaro del género Ameroseius, familia Ameroseiidae. Fue descrita científicamente por Karg en 1971.
Esta especie habita en Alemania.